# Henry Mountains
Henry Mountains je pohoří na jihu Utahu, v kraji Garfield County. Nejvyšší horou pohoří je Mount Ellen (3 507 m).
Henry Mountains je součástí Koloradské plošiny.
Dříve bylo pohoří označováno jako Neznámé hory (Unknown Mountains). Udává se, že „bylo objeveno“ až v roce 1869 jako poslední pohoří ve Spojených státech. Do map bylo zaneseno v roce 1872.